# That Touch of Mink
 That Touch of Mink és una pel·lícula dels Estats Units de Delbert Mann, estrenada el 1962.

## Argument
Cathy Timberlake (Doris Day), una noia provinciana i tallada a l'antiga, viu a Nova York i el seu desig més gran és enamorar-se i crear una llar feliç. Comparteix pis amb Connie (Autrey Meadows), una altra noia en la seva mateixa situació. Un dia, mentre Cathy va a una entrevista de feina, un cotxe li esquitxa el vestit tacant-lo de fang. És el Rolls Royce de Philip Shayne (Cary Grant), un atractiu milionari que de seguida mostra interès per ella.

## Repartiment
- Cary Grant: Philip Shayne
- Doris Day: Cathy Timberlake
- Gig Young: Roger
- Audrey Meadows: Connie Emerson
- Alan Hewitt: Doctor Gruber
- John Astin: M. Everett Beasley
- Dick Sargent: Harry Clark
- Joey Faye: Short Man
- Laurie Mitchell: Showgirl
- John Fiedler: M. Smith

## Premis i nominacions

### Premis
- 1963: Globus d'Or a la millor pel·lícula musical o còmica

### Nominacions
- 1963: Oscar al millor guió original per Stanley Shapiro, Nate Monaster
- 1963: Oscar a la millor direcció artística per Alexander Golitzen, Robert Clatworthy, George Milo
- 1963: Oscar al millor so per Waldon O. Watson
- 1963: Globus d'Or al millor actor musical o còmic per Cary Grant